# ATP de 's-Hertogenbosch de 2013
O ATP de 's-Hertogenbosch de 2013 foi um torneio da ATPW, disputado em quadras de grama na cidade de Rosmalen, Países Baixos. Esta foi a 24ª edição do evento.

## Dristribuição de pontos
| Evento  | V   | F   | SF | QF | Segunda rodada | Primeira rodada | Q  | Q3 | Q2 | Q1 |
| Simples | 250 | 150 | 90 | 45 | 20             | 0               | 12 | 6  | 0  | 0  |
| Duplas  | 250 | 150 | 90 | 45 | —              | 0               | —  | —  | —  | —  |

## Chave de simples ATP

### Cabeças de chave
| País | Jogador              | Rank1 | Cabeça |
| ---- | -------------------- | ----- | ------ |
| ESP  | David Ferrer         | 4     | 1      |
| SUI  | Stanislas Wawrinka   | 10    | 2      |
| USA  | John Isner           | 21    | 3      |
| FRA  | Benoît Paire         | 25    | 4      |
| FRA  | Jérémy Chardy        | 27    | 5      |
| CYP  | Marcos Baghdatis     | 40    | 6      |
| ROU  | Victor Hănescu       | 49    | 7      |
| ESP  | Daniel Gimeno-Traver | 50    | 8      |

- 1 Rankings como em 10 de junho de 2013

### Outros participantes
Os seguintes jogadores receberam convites para a chave de simples:
- Marius Copil
- Thiemo de Bakker
- Jesse Huta Galung[2]

Os seguintes jogadores entraram na chave de simples através do qualificatório:
- Stéphane Bohli
- Jan Hernych
- Nicolas Mahut
- Lucas Pouille

O seguinte jogador entrou na chave de simples como lucky loser
- Steve Darcis

### Desistências
Antes do torneio
- Alejandro Falla
- Marcel Granollers
- Jürgen Melzer
- Igor Sijsling (doença)
- Dmitry Tursunov

Durante o torneio
- Benoît Paire (lesão na coxa)

## Chave de duplas ATP

### Cabeças de chave
| País | Jogador              | País | Jogador           | Rank1 | Cabeça |
| ---- | -------------------- | ---- | ----------------- | ----- | ------ |
| PAK  | Aisam-ul-Haq Qureshi | NED  | Jean-Julien Rojer | 23    | 1      |
| BLR  | Max Mirnyi           | ROU  | Horia Tecău       | 31    | 2      |
| MEX  | Santiago González    | USA  | Scott Lipsky      | 48    | 3      |
| FRA  | Michaël Llodra       | FRA  | Nicolas Mahut     | 57    | 4      |

- 1 Rankings como em 10 de junho de 2013

### Outros participantes
As seguintes parcerias receberam convites para a chave de duplas:
- Thiemo de Bakker /  Jesse Huta Galung
- David Goffin /  Dick Norman

A seguinte parceria entrou na chave de duplas como alternate:
- Evgeny Donskoy /  Alex Kuznetsov

### Desistências
Antes do torneio
- Igor Sijsling (doença)

Durante o torneio
- Benoît Paire (lesão na coxa)

## Campeões

### Simples
- Nicolas Mahut venceu  Stanislas Wawrinka, 6–3, 6–4

### Duplas
- Max Mirnyi /  Horia Tecău venceram  Andre Begemann /  Martin Emmrich, 6–3, 7–6(7–4)